# Nikola Čavlina
Nikola Čavlina (Zagreb, 2. lipnja 2002.) hrvatski je nogometaš koji igra na poziciji golmana. Trenutačno igra za Dinamo Zagreb.

## Klupska karijera

### Rana karijera
Prešao je iz Lokomotive u Dinamo 2015. S Dinamom je potpisao petogodišnji profesionalni ugovor 18. rujna 2020.

### Dinamo Zagreb II
Za drugu momčad Dinama debitirao je 19. rujna 2020. u utakmici 2. HNL u kojoj je slavila Cibalia s 2:1.

### Lokomotiva Zagreb
S Lokomotivom je 26. srpnja 2022. potpisao petogodišnji ugovor. Napustio je Dinamo bez odštete, no Dinamu bi u slučaju transfera pripalo 50 % iznosa transfera te je također imao pravo prvokupa u naredne dvije godine.
Za Lokomotivu je debitirao 13. kolovoza u utakmici HNL protiv Gorice koja je pobijedila Lokomotivu 3:2. S vremenom je postao jedan od najboljih golmana HNL-a. U ligaškoj utakmici protiv Gorice koja je 1. svibnja 2023. završila 2:2, Čavlina je ostvario 12 obrana.

### Dinamo Zagreb
Dinamo Zagreb iskoristio je 29. lipnja 2024. pravo prvokupa te je otkupio Čavlinu za 700 tisuća eura te ga potom posudio Osijeku.

### Osijek (posudba)
Debitirao je za Osijek 25. srpnja 2024. u kvalifikacijskoj utakmici UEFA Konferencijske lige protiv Levadije koja je izgubila 5:1. Osijek je napustio 7. siječnja 2025.

### Povratak s posudbe
Za Dinamo Zagreb debitirao je 2. veljače kada je Osijek pobijedio Dinamo 2:1 u ligaškoj utakmici.

## Reprezentativna karijera
Nastupao je za selekcije Hrvatske do 14, 16, 17, 19, 20 i 21 godine.

## Osobni život
Njegov otac Silvije također je bio golman.

## Vanjske poveznice
- Profil, Hrvatski nogometni savez
- Profil, Transfermarkt